# アドナン・カショギ

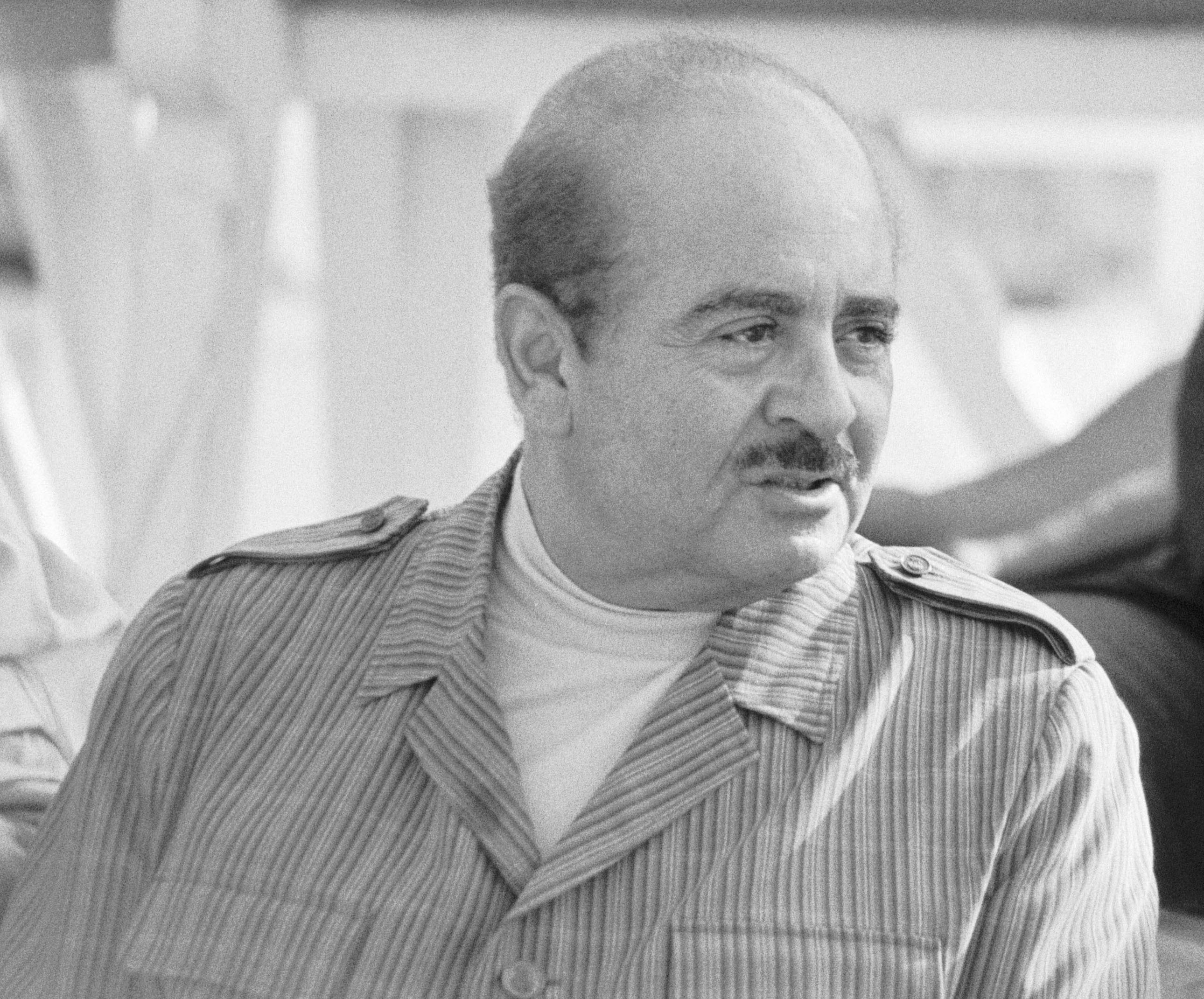
アドナン・カショギ

アドナン・カショギ または アドナーン・ハーショグジー （アラビア語:عدنان خاشقجي, 英語:Adnan Khashoggi、1935年7月25日 - 2017年6月6日）はサウジアラビアの武器商人。防衛関係商社トライアドの会長兼代表取締役。

## 概要

### 生い立ち
父:ムハンマド・カショギは、イブン・サウードサウジアラビア初代国王の侍医として知られ、イベリア半島（スペイン）からサウジアラビアに移住してきた。エジプトのビクトリア大学で学んだ後、サウジアラビアに戻って貿易会社を経営した。

### 武器商人
1960年代と1970年代に日本およびアメリカの会社とサウジアラビア王室との取引を仲介した。リチャード・ニクソンの政治資金を拠出していた。イラン・コントラ事件（BCCIから資金調達）やロッキード事件などに暗躍してきた武器商人として知られるようになった。
カショギはクライスラーやレイセオン、フィアットやロールス・ロイスとも取引した。その後も中東の武器市場において様々な形で介在し、巨万の富を築いた。カショギは高級ホテルとして知られたウォルドルフ＝アストリアを買収したこともあった。
1986年にトライアドがフィリピンの国家開発会社と裁判で争った。2年たって、カショギはスイスで資産隠しにより起訴され3ヶ月の禁固を言い渡された。この密売事件について、1990年アメリカ連邦裁判所はカショギとイメルダ・マルコスを赦免した。2003年ごろ、モサック・フォンセカが本件を理由にカショギとの取引を打ち切った。
カーライル・グループ、ユニオンカーバイド、ロイズ・バンキング・グループ、カリフォルニア銀行（現:ユニオン・バンク）といった金融グループとカショギは関係した。カショギの資産であったナビラ号（Nabila）というヨットは、金に困ってブルネイのスルタンに売られた。それはやがてホテル王ドナルド・トランプの手に渡り、そして彼も切羽詰ってそれをアル＝ワリード・ビン・タラールに売った。

### 韓国疑惑
2016年に新興宗教指導者の娘の崔順実に洗脳された朴槿恵大統領が、崔の指令に従い政治的な決断を行い実行をしたことが発覚し、素人の彼女が韓国を実質支配していたという大きな政治スキャンダルが起こった。カショギが1970年代半ばから韓国政財界向けに雇った韓国人の元モデルのリンダ・キムがロッキード・マーティン社の武器専門のロビイストとして、韓国軍の次期戦闘機の選定を巡るロビー活動で暗躍していたことが暴かれた。

### 死去
2017年6月6日に死去した。

## 血縁
1997年にダイアナ妃と共にパリで事故死したドディ・アルファイドは甥にあたる。また、2018年にトルコのサウジアラビア総領事館内で殺害されたジャーナリストのジャマル・カショギは父系の親族にあたる。